# محمدشریف مازندرانی
محمدشریف بن حسن‌علی آملی مازندرانی حائری مشهور به شریف العلما، (زاده ۱۲۰۵ق، کربلا - درگذشته ۲۴ ذیقعده ۱۲۴۵ قمری) از علما و مدرسین برجسته حوزه علمیه کربلا بود. شریف العلما زعامت جهان تشیع را در برهه ای حساس از تاریخ فقاهت شیعه به عهده داشت و پس از وی صاحب جواهر عهده‌دار آن شد. وی از مؤسسین اصولی بود و در مناظره مهارت زیادی داشت. آثار مکتوبی به جز یک رساله در مبحث اوامر، از خود به جایی نگذاشت و بر این باور بود که تربیت شاگردان نخبه، خیلی مهم‌تر از تألیف کتاب است.

## اساتید
- سید علی طباطبایی (صاحب ریاض)
- سید محمد مجاهد
- میرزای قمی (صاحب قوانین)

## شاگردان
- شیخ مرتضی انصاری دزفولی
- شیخ جعفر شوشتری
- سعیدالعلما
- فاضل دربندی
- ابراهیم موسوی قزوینی
- ملا اسماعیل یزدی
- سید ابراهیم قزوینی
- محمدشفیع بروجردی
- عبدالعظیم لواسانی
- محمدحسن آل یاسین
- زین‌العابدین گلپایگانی
- عبدالخالق یزدی
- میرزا محمدتقی کرمانی